# Ameridion petrum
Ameridion petrum là một loài nhện trong họ Theridiidae.
Loài này thuộc chi Ameridion. Ameridion petrum được Herbert Walter Levi miêu tả năm 1959.